# Regine Mösenlechner
Regine Mösenlechner-Bittner, nemška alpska smučarka, * 1. april 1961, Inzell.
Nastopila je na štirih olimpijskih igrah, najboljši uvrstitvi je dosegla leta 1988, ko je bila četrta superveleslalomu in sedma v smuku. Na Svetovnem prvenstvu 1987 je osvojila bronasto medaljo v smuku. V svetovnem pokalu je tekmovala osemnajst sezon med letoma 1975 in 1992 ter dosegla eno zmago in še sedem uvrstitev na stopničke. V skupnem seštevku svetovnega pokala je bila najvišje na dvanajstem mestu leta 1979, leta 1988 je bila tretja v superveleslalomskem seštevku.
Njen mož Armin Bittner je bil prav tako alpski smučar.